# استپان کمپانی
استپان کمپانی (انگلیسی: Stepan Company) شرکت صنایع شیمیایی آمریکایی است، که در سال ۱۹۳۲ تأسیس شد.